# 瓜達萊溫河

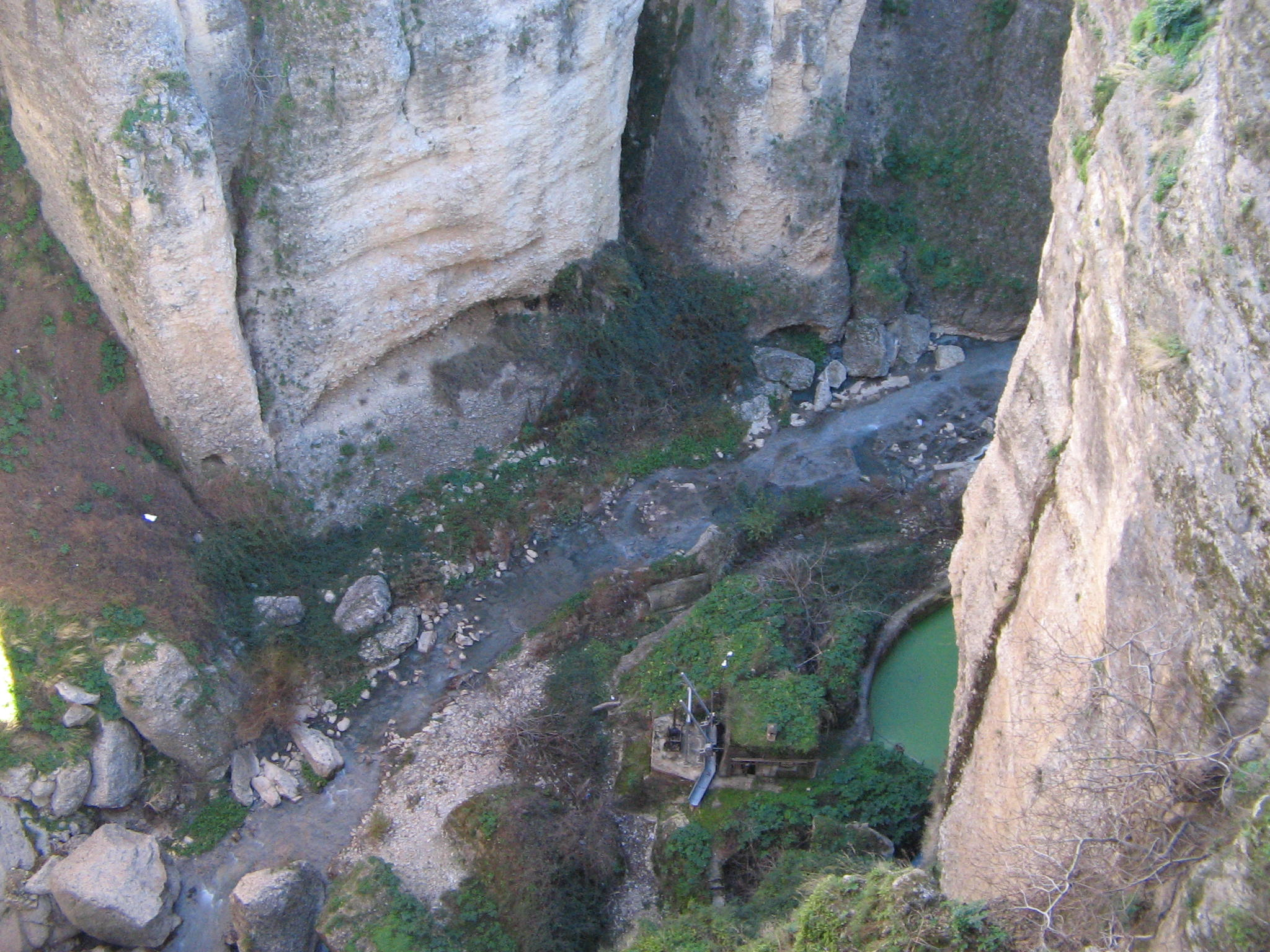
瓜達萊溫河

瓜達萊溫河（西班牙語：Río Guadalevín）是西班牙的河流，位於該國南部，流經馬拉加省，最終在塞古拉注入瓜迪亞羅河，河道全長121公里，平均流量每秒0.5立方米。
36°44′23.91″N 5°10′4.86″W / 36.7399750°N 5.1680167°W